# Riffs (album)
Albums de Status Quo
Heavy Traffic
(2002) The Party Ain't Over Yet
(2005)
Riffs est le vingt-sixième album studio du groupe de rock anglais, Status Quo. Il est sorti le 17 novembre 2003 sur le label Universal et a été produit par Mike Paxman.

## Historique
Enregistré en grande partie lors des sessions de l'album Heavy Traffic, l'album est le troisième album de reprises du groupe. Alors que Francis Rossi avait juré qu'il n'y aura pas d'autres albums de reprises après la sortie de Famous in the Last Century en 2000, il dut se raviser sous la pression du label Universal. L'obtention pour avoir un contrat sur le label majeur en est la raison. Le groupe obtiendra quand même le droit d'inclure de nouvelles versions de cinq de ses titres datant des années 70. L'enregistrement se fera aux Ridge Farm Studios.
Il n'y aura pas de single pour promouvoir l'album mais un Ep promotionnel de quatre titres, Caroline, Rocking All Over the World, Born to be Wild (chanté par Francis) et Wild One (chanté par Rick) sortira le  2 octobre 2003. Parmi les reprises on trouve entre-autres des chansons de Steppenwolf (Born to Be Wild), Canned Heat (On the Road Again) ou Elvis Costello (Pump It Up). La version britannique comprend un titre supplémentaire,  Don't Bring Me Down du groupe Electric Light Orchestra. La version originale est accompagnée d'un DVD de neuf titres et la version de 2022 comprend trois titres bonus plus un CD du concert enregistré en 2004 lors du concert du groupe au Montreux Jazz Festival.
Cet album atteindra la 44e place des charts britanniques et sera certifié disque d'argent pour plus de 60 000 exemplaires vendus au Royaume-Uni.

## Liste des titres
| 1.  | Caroline (Nouvelle version 2003)                              | Francis Rossi, Bob Young             | 4:54 |
| 2.  | I Fought the Law (reprise de The Crickets)                    | Sonny Curtis                         | 3:04 |
| 3.  | Born to Be Wild (reprise de Steppenwolf)                      | Mars Bonfire                         | 4:31 |
| 4.  | Takin' Care of Business (reprise de Bachman-Turner Overdrive) | Randy Bachman                        | 5:07 |
| 5.  | Wild One (reprise de Johnny O'Keefe)                          | O'Keefe, David Owens, Johnny Greenan | 3:47 |
| 6.  | On the Road Again (reprise de Canned Heat)                    | Floyd Jones, Alan Wilson             | 4:12 |
| 7.  | Tobacco Road (popularisé par The Nashville Teens)             | John D. Loudermilk                   | 2:39 |
| 8.  | Centerfold (reprise de J. Geils Band)                         | Seth Justman                         | 3:48 |
| 9.  | All Day and All of the Night (reprise de The Kinks)           | Ray Davies                           | 2:28 |
| 10. | Don't Bring Me Down * (reprise de Electric Light Orchestra)   | Jeff Lynne                           | 3:57 |
| 11. | Juniors Wailing (Nouvelle version 2003)                       | Kieran White, Martin Pugh            | 3:28 |
| 12. | Pump It Up (reprise d' Elvis Costello & the Attractions)      | Costello                             | 3:30 |
| 13. | Down the Dustpipe (Nouvelle version 2003)                     | Carl Grossman                        | 2:21 |
| 14. | Whatever You Want (Nouvelle version 2003)                     | Rick Parfitt, Andy Bown              | 4:32 |
| 15. | Rockin' All Over the World (Nouvelle version 2003)            | John Fogerty                         | 3:56 |

- Uniquement sur la version UK de l'album

| 16. | You'll Come Round (Single Edit) | Rossi, Young          | 3:25 |
| 17. | Lucinda                         | Parfitt, John Edwards | 3:16 |
| 18. | Thinkin' of You (Remix)         | Rossi, Young          | 3:39 |

| 1.  | Caroline                        | Rossi, Young                                        | 6:46  |
| 2.  | Something ‘Bout You Baby I Like | Richard Supa                                        | 2:15  |
| 3.  | Break the Rules                 | Rossi, Parfitt, Alan Lancaster, John Coghlan, Young | 3:20  |
| 4.  | Forty-Five Hundred Times        | Rossi, Parfitt                                      | 4:58  |
| 5.  | Rain                            | Parfitt                                             | 4:41  |
| 6.  | Hold You Back                   | Rossi, Parfitt, Young                               | 4:39  |
| 7.  | Mystery Medley                  |                                                     | 11:30 |
| 8.  | Gerdundula                      | Manston, James                                      | 5;49  |
| 9.  | Roll Over Lay Down              | Rossi, Parfitt, Lancaster, Coghlan, Young           | 5:59  |
| 10. | Down Down                       | Rossi, Young                                        | 5:43  |
| 11. | Whatever You Want               | Parfitt, Bown                                       | 5:01  |
| 12. | Rockin’ All Over The World      | Fogerty                                             | 5:32  |
| 13. | Encore Medley                   |                                                     | 6:57  |

- Tous les titres ont été enregistrés lors du concert donné au Montreux Jazz Festival en 2004.

| 1. | Caroline                        | Rossi, Young                              | 4:42 |
| 2. | Roll Over Lay Down              | Rossi, Parfitt, Lancaster, Coghlan, Young | 5:30 |
| 3. | Whatever You Want               | Parfitt, Bown                             | 4:20 |
| 4. | Forty-Five Hundred Times / Rain | Rossi, Parfitt / Parfitt                  | 9:50 |
| 5. | Solid Gold                      | Rossi, Young                              | 4:22 |
| 6. | Paper Plane                     | Rossi, Young                              | 3:18 |
| 7. | All Stand Up                    | Rossi, Young                              | 4:08 |
| 8. | Rockin’ All Over The World      | Fogerty                                   | 3:50 |
| 9. | Jam Side Down                   | Terry Britten, Charlie Dore               | 3:31 |

## Musiciens
- Francis Rossi : guitare solo, chant
- Rick Parfitt : guitare rythmique, chant
- Andy Bown : claviers, guitare, harmonica, chœurs
- John Edwards : basse, guitare
- Matt Letley : batterie, percussions

## Charts & certification
Charts
| Pays                          | Durée du classement | Meilleur classement | Date             |
| ----------------------------- | ------------------- | ------------------- | ---------------- |
| Écosse (Scottish Album Chart) | 4 semaines          | 37e                 | 23 novembre 2003 |
| Royaume-Uni (UK Albums Chart) | 2 semaines          | 44e                 | 23 novembre 2003 |
| Suisse (Schweizer Hitparade)  | 1 semaine           | 21e                 | 9 octobre 2022   |

Certification
| Pays        | Certification | Ventes   | Date            |
| ----------- | ------------- | -------- | --------------- |
| Royaume-Uni | Argent        | 60 000 + | 28 octobre 2022 |